# Elecciones legislativas de Colombia de 1991
Las elecciones legislativas de Colombia de 1991, se realizaron en cumplimiento de lo dispuesto por la constitución política sancionada el 4 de julio de 1991, con la cual se revocó el Congreso y se convocó para el domingo 27 de octubre de ese mismo año la elección de un nuevo parlamento. 

## Revocatoria del Congreso
La nueva constitución determinó una nueva composición del Congreso, lo cual hacía necesaria la revocatoria del Senado y Cámara elegidos en 1990, revocatoria que se efectuó el mismo día en que fue sancionada la Constitución (4 de julio). Para mantener el equilibrio de poderes, la Asamblea Nacional Constituyente eligió una Comisión Especial que desempeñaría las funciones del legislativo hasta la posesión de los nuevos congresistas.
El nuevo Congreso a elegir también ejercería funciones en un periodo transitorio, ya que la elección posterior se efectuaría el 13 de marzo de 1994, dos años y medio después de esta elección, acortando el periodo ordinario de cuatro años.

## Sistema de elección
De acuerdo con lo dispuesto por la nueva Constitución, se le permitió a los partidos políticos inscribir listas múltiples, junto con la posibilidad de inscribir candidatos independientes y abrir la contienda electoral a nuevos actores políticos. 
Las listas inscritas se acogieron al sistema de cociente y residuo electoral.

## Resultados

### Senado
De acuerdo con la Registraduría, como resultado de la Constitución expedida en 1991, los senadores se eligieron por circunscripción nacional, a diferencia del carácter departamental que existió hasta las elecciones de 1990; con un número fijo de miembros sin tener en cuenta la base de población de cada departamento, para esta circunscripción de carácter nacional ,los candidatos se inscribieron en cualquier capital de departamento y la ciudadanía votó por ellos dentro de todo el territorio nacional. 
El artículo 171 de la Constitución establece que el Senado de la República estará integrado por 100 miembros elegidos por circunscripción nacional y 2 senadores elegidos en circunscripción nacional especial por comunidades indígenas. La circunscripción especial indígena consistió en la postulación de varios candidatos de las comunidades indígenas existentes en el país y se eligieron los dos senadores por cuociente electoral, el cual se aplicó dividiendo el total de votos válidos de las listas indígenas por tres para obtener el cuociente a aplicar a cada una de la votación de éstas, a diferencia del cuociente establecido actualmente en la Constitución, ya que la división se hace por el total de puestos por proveer.
Para ser elegido senador se requiere ser colombiano de nacimiento, ciudadano en ejercicio y tener más de 30 años de edad en la fecha de la elección. El artículo 261 de la Constitución suprimió las suplencias en las corporaciones públicas: 'ningún cargo de elección popular en corporaciones públicas tendrá suplente. Las vacancias absolutas serán ocupadas por los candidatos no elegidos en la misma lista, en orden de inscripción, sucesivo y descendente'.
Los 102 escaños del nuevo Senado quedaron distribuidos de la siguiente manera.
| Número        | Partido o movimiento             | Votos         | Escaños |
| ------------- | -------------------------------- | ------------- | ------- |
| 1             | Partido Liberal Colombiano       | 2.349.033     | 58      |
| 2             | Partido Social Conservador       | 562.128       | 14      |
| 3             | Alianza Democrática M-19         | 454.467       | 9       |
| 4             | Nueva Fuerza Democrática         | 436.562       | 8       |
| 5             | Movimiento de Salvación Nacional | 234.358       | 5       |
| 6             | Movimientos étnicos              | 86.825        | 3       |
| 7             | Unión Patriótica                 | 69.339        | 1       |
| 8             | Partido Nacional Cristiano       | 67.882        | 1       |
| 9             | Laicos por Colombia              | 49.792        | 1       |
| 10            | Movimiento Unitario Metapolítico | 31.080        | 1       |
| 11            | Unión Cristiana                  | 27.296        | 1       |
| Total escaños | Total escaños                    | Total escaños | 102     |

### Votos por Departamento (Senado)
| Amazonas          | 1 823   | 33,32% | 213    | 3,89%  | 459    | 8,39%  |
| Antioquia         | 252 572 | 46,42% | 96 106 | 17,66% | 26 779 | 4,92%  |
| Arauca            | 8 270   | 33,77% | 6 085  | 28,84% | 1 513  | 6,17%  |
| Atlántico         | 177 466 | 55,02% | 39 470 | 12,23% | 45 208 | 14,01% |
| Fuente: El Tiempo |         |        |        |        |        |        |

### Senadores electos
El orden de la lista obedece a la votación obtenida por cada senador .
| Senador Electo                                             | Partido o movimiento             | Votos   |
| ---------------------------------------------------------- | -------------------------------- | ------- |
| Vera Grabe Loewenherz                                      | Alianza Democrática M-19         | 454.467 |
| Pedro Antonio Bonnet Locarno                               | Alianza Democrática M-19         |         |
| Carlos Albornoz Guerrero                                   | Alianza Democrática M-19         |         |
| Bernardo Gutiérrez Zuluaga                                 | Alianza Democrática M-19         |         |
| Mario Alberto Laserna Pinzón                               | Alianza Democrática M-19         |         |
| Everth Bustamante García                                   | Alianza Democrática M-19         |         |
| Eduardo Chávez López                                       | Alianza Democrática M-19         |         |
| Samuel Gustavo Moreno Rojas                                | Alianza Democrática M-19         |         |
| Aníbal Palacio Tamayo                                      | Alianza Democrática M-19         |         |
| Andrés Pastrana Arango                                     | Nueva Fuerza Democrática         | 436.562 |
| Jorge Hernández Restrepo                                   | Nueva Fuerza Democrática         |         |
| Claudia Blum Capurro de Barberi                            | Nueva Fuerza Democrática         |         |
| Efraín José Cepeda Sarabia                                 | Nueva Fuerza Democrática         |         |
| Clara Sanín de Aldana                                      | Nueva Fuerza Democrática         |         |
| Jaime Eduardo Ruiz Llano                                   | Nueva Fuerza Democrática         |         |
| Eduardo Pizano de Narváez                                  | Nueva Fuerza Democrática         |         |
| Gustavo Galvis Hernández                                   | Nueva Fuerza Democrática         |         |
| Enrique Gómez Hurtado                                      | Movimiento de Salvación Nacional | 234.358 |
| José Raimundo Sojo Zambrano                                | Movimiento de Salvación Nacional |         |
| Rodrigo Marín Bernal                                       | Movimiento de Salvación Nacional |         |
| Gabriel Melo Guevara                                       | Movimiento de Salvación Nacional |         |
| Jorge Valencia Jaramillo                                   | Movimiento de Salvación Nacional |         |
| Alberto Montoya Puyana                                     | Partido Liberal Colombiano       | 103.609 |
| Hugo Serrano Gómez                                         | Partido Liberal Colombiano       |         |
| Luis Fernando Londoño Capurro                              | Partido Liberal Colombiano       | 96.061  |
| José Renan Trujillo García                                 | Partido Liberal Colombiano       |         |
| Jaime de Jesús Henríquez Gallo                             | Partido Liberal Colombiano       | 93.158  |
| Darío Londoño Cardona                                      | Partido Liberal Colombiano       |         |
| Fuad Ricardo Char Abdala                                   | Partido Liberal Colombiano       | 84.392  |
| Rodrigo Claver Bula Hoyos                                  | Partido Liberal Colombiano       |         |
| Julio César Turbay Quintero                                | Partido Liberal Colombiano       | 80.365  |
| Edgardo Plutarco Vives Campo                               | Partido Liberal Colombiano       |         |
| Tito Edmundo Rueda Guarin                                  | Partido Liberal Colombiano       | 78.245  |
| Tiberio Villareal Ramos                                    | Partido Liberal Colombiano       |         |
| Víctor Renán Barco López                                   | Partido Liberal Colombiano       | 73.003  |
| José Antonio Name Terán                                    | Partido Liberal Colombiano       | 69.596  |
| Hernán Motta Motta                                         | Unión Patriocia                  | 69.339  |
| Juan Guillermo Ángel Mejía                                 | Partido Liberal Colombiano       | 69.101  |
| Fernando Mendoza Ardila                                    | Unión Cristiana                  | 67.882  |
| Rodolfo Segovia Salas                                      | Partido Social Conservador       | 65.330  |
| Álvaro Uribe Vélez                                         | Partido Liberal Colombiano       | 64.415  |
| José Blackburn Cortés                                      | Partido Liberal Colombiano       | 63.298  |
| Fernando Botero Zea                                        | Partido Liberal Colombiano       | 59.192  |
| Carlos Adolfo Espinosa Faciolince                          | Partido Liberal Colombiano       | 59.142  |
| Gustavo Rodríguez Vargas                                   | Movimiento Nacional Conservador  | 58.012  |
| David Turbay Turbay                                        | Partido Liberal Colombiano       | 57.273  |
| Omar Yepes Alzate                                          | Partido Social Conservador       | 56.058  |
| Roberto Víctor Gerlein Echeverría                          | Partido Social Conservador       | 54.878  |
| Alberto Rafael Santofimio Botero                           | Partido Liberal Colombiano       | 54.837  |
| Juan José García Romero                                    | Partido Liberal Colombiano       | 51.654  |
| Luis Guillermo Giraldo Hurtado                             | Partido Liberal Colombiano       | 51.186  |
| Fabio Valencia Cossio                                      | Fuerza Progresista               | 49.902  |
| Carlos Eduardo Corsi Otalora                               | Laicos por Colombia              | 49.758  |
| Gustavo Espinosa Jaramillo                                 | Partido Liberal Colombiano       | 49.004  |
| Juan Manuel López Cabrales                                 | Partido Liberal Colombiano       | 46.175  |
| Ricaurte Losada Valderrama                                 | Partido Liberal Colombiano       | 45.420  |
| Félix Salcedo Baldión                                      | Partido Liberal Colombiano       | 45.124  |
| José Guerra de La Espriella                                | Movimiento Nacional Progresista  | 44.693  |
| Hernando Suárez Burgos                                     | Partido Liberal Colombiano       | 43.663  |
| Álvaro Pava Camelo                                         | Conservatismo Independiente      | 43.172  |
| Rafael Forero Fetecua                                      | Partido Liberal Colombiano       | 41.796  |
| Jaime Rodrigo Vargas Suárez                                | Liberal Independiente            | 40.991  |
| Samuel Alberto Escruceria Manzi                            | Partido Liberal Colombiano       | 40.107  |
| Jorge Ramón Elias Nader                                    | Partido Liberal Colombiano       | 39.927  |
| Jorge Eduardo Gechem Turbay                                | Partido Liberal Colombiano       | 38.773  |
| Humberto González Narváez                                  | Otros Partidos                   | 37.027  |
| María Isabel Cruz Velasco                                  | Partido Social Conservador       | 36.072  |
| Orlando Vásquez Velásquez                                  | Partido Liberal Colombiano       | 35.583  |
| Maria Izquierdo de Rodríguez                               | Partido Liberal Colombiano       | 35.036  |
| Álvaro Araujo Noguera                                      | Partido Liberal Colombiano       | 33.114  |
| Armando Echeverri Jiménez                                  | Partido Social Conservador       | 32.561  |
| Jorge Aurelio Iragorri Hormaza                             | Partido Liberal Colombiano       | 31.796  |
| Daniel Villegas Diaz                                       | Partido Social Conservador       | 31.216  |
| Regina Betancourt de Liska                                 | Movimiento Unitapio              | 31.090  |
| Luis Guillermo Vélez Trujillo                              | Partido Liberal Colombiano       | 30.440  |
| Floro Alberto Tunubala Paja                                | Autoridades Independientes       | 30.312  |
| Guillermo Alfonso Jaramillo Martínez                       | Partido Liberal Colombiano       | 30.284  |
| Clara Isabel Pinillos Abozaglo                             | Partido Liberal Colombiano       | 30.235  |
| Guillermo Panchano Vallarino                               | Partido Liberal Colombiano       | 29.826  |
| Gustavo Antonio Dajer Chadid                               | Partido Liberal Colombiano       | 29.400  |
| Alfonso Latorre Gómez                                      | Partido Liberal Colombiano       | 29.371  |
| Parmenio Cuellar Bastidas                                  | Partido Liberal Colombiano       | 28.263  |
| Luis Guillermo Sorzano Espinosa                            | Partido Liberal Colombiano       | 27.954  |
| Fuente: Registraduria Nacional del Estado Civil, El Tiempo |                                  |         |

### Cámara de Representantes
En la Cámara de Representantes se eligieron parlamentarios en proporción de dos por cada departamento, más uno por cada 1% de la población y dos por comunidades afrodescendientes, para un total de 161 escaños.
Por la sumatoria total de escaños obtenidos por cada partido o movimiento político, las colectividades que obtuvieron más del 1% de la votación total fueron:
| Número | Partido o movimiento                                      | Escaños |
| ------ | --------------------------------------------------------- | ------- |
| 1      | Partido Liberal Colombiano                                | 87      |
| 2      | Partido Social Conservador                                | 15      |
| 3      | Alianza Democrática M-19                                  | 13      |
| 4      | Nueva Fuerza Democrática (coalición conservadora)         | 12      |
| 5      | Movimiento de Salvación Nacional (coalición conservadora) | 10      |
| 6      | Movimiento Nacional Conservador                           | 6       |
| 7      | Unión Patriótica                                          | 3       |
| 8      | Otros                                                     | 15      |
| Total  | Total                                                     | 161     |

1. ↑  Con un escaño cada uno: Cívico Independiente, Mov. Humbertista, Fuerza Progresista, Integración Regional, Líder, Mov. Único de Renovación Conservadora, Nueva Colombia, Mov. Unitario Metapolítico, Renovación Democrática, Transformación, Unión Cristiana, Unidad Norte Vallecaucana, Unidos por Colombia, Autoridades Indígenas de Colombia y una coalición.

### Representantes a la cámara electos
| Representante Electo             | Circunscripción | Partido o movimiento              | Votos  |
| -------------------------------- | --------------- | --------------------------------- | ------ |
| Jairo José Ruiz Medina           | Amazonas        | Partido Liberal Colombiano        | 2.070  |
| Melquisedec Marín López          | Amazonas        | Partido Liberal Colombiano        | 1.962  |
| José Armando Estrada Villa       | Antioquia       | Partido Liberal Colombiano        | 90.425 |
| Eduardo Arturo Álvarez Suescun   | Antioquia       | Partido Liberal Colombiano        |        |
| Jorge Humberto González Noreña   | Antioquia       | Partido Liberal Colombiano        |        |
| Benjamin Higuita Rivera          | Antioquia       | Fuerza Progresista                | 40.352 |
| Gloria Elena Quiceno Acevedo     | Antioquia       | Alianza Democrática M-19          | 38.376 |
| Mario de Jesús Uribe Escobar     | Antioquia       | Partido Liberal Colombiano        | 35.509 |
| Luis Fernando Correa González    | Antioquia       | Partido Social Conservador        | 29.964 |
| José Jaime Nicholls Sánchez      | Antioquia       | Partido Social Conservador        | 25.666 |
| Piedad Esneda Córdoba Ruíz       | Antioquia       | Partido Liberal Colombiano        | 22.088 |
| Álvaro de Jesús Vanegas Montoya  | Antioquia       | Partido Liberal Colombiano        | 19.407 |
| Cesar Augusto Pérez García       | Antioquia       | Partido Liberal Colombiano        | 17.141 |
| Gonzalo Gaviria Correa           | Antioquia       | Partido Liberal Colombiano        | 17.024 |
| Manuel Velásquez Arroyave        | Antioquia       | Partido Social Conservador        | 14.549 |
| José Arlen Uribe Márquez         | Antioquia       | Partido Liberal Colombiano        | 14.405 |
| Jairo Bedoya Hoyos               | Antioquia       | Unión Patriótica                  | 14.325 |
| Guillermo Vélez Urreta           | Antioquia       | Partido Social Conservador        | 14.220 |
| Alberto Foronda Pimienta         | Antioquia       | Partido Liberal Colombiano        | 13.841 |
| Octavio Sarmiento Bohorquez      | Arauca          | Unión Patriótica                  | 7.839  |
| Adalberto Enrique Jaimes Ochoa   | Arauca          | Partido Liberal Colombiano        | 6.615  |
| Arturo Rafael Sarabia Better     | Atlántico       | Partido Liberal Colombiano        | 42.463 |
| Manuel Antonio Espinosa Castilla | Atlántico       | Alianza Democrática M-19          | 42.406 |
| Hernan Berdugo Berdugo           | Atlántico       | Partido Liberal Colombiano        | 40.327 |
| Gabriel Acosta Bendek            | Atlántico       | Partido Social Conservador        | 31.615 |
| Lucas Emilio Lebolo Conde        | Atlántico       | Movimiento Nueva Colombia         | 28.354 |
| Moises Tarud Hazbun              | Atlántico       | Partido Liberal Colombiano        | 22.606 |
| Ricardo Edmundo Rosales Zambrano | Atlántico       | Partido Liberal Colombiano        | 22.057 |
| Ramiro Alberto Lucio Escobar     | Bogotá          | Alianza Democrática M-19          | 60.153 |
| Jesús Artunduaga Rodríguez       | Bogotá          | Alianza Democrática M-19          |        |
| Roberto Camacho Weverberg        | Bogotá          | Movimiento Salvación Nacional     | 39.773 |
| Telesforo Pedraza Ortega         | Bogotá          | Partido Social Conservador        | 32.704 |
| Marco Tulio Gutiérrez Morad      | Bogotá          | Partido Liberal Colombiano        | 28.578 |
| Carlos Julio Gaitán González     | Bogotá          | Partido Liberal Colombiano        | 27.381 |
| José Fernando Castro Caycedo     | Bogotá          | Partido Liberal Colombiano        | 26.160 |
| Jaime Arias Ramírez              | Bogotá          | Partido Social Conservador        | 25.083 |
| Maria Ocampo de Herrán           | Bogotá          | Partido Liberal Colombiano        | 23.385 |
| Iván Leonidas Name Vásquez       | Bogotá          | Movimiento Cívico Independiente   | 18.248 |
| Viviane Aleyda Morales Hoyos     | Bogotá          | Unión Cristiana                   | 17.581 |
| Jairo Raúl Clopatofsky Ghisays   | Bogotá          | Movimiento Cívico Independiente   | 15.748 |
| José Naciso Jamioy Muchavisoy    | Bogotá          | Autoridades Indígenas de Colombia | 15.458 |
| Edmundo Guevara Herrera          | Bogotá          | Partido Liberal Colombiano        | 13.448 |
| Helio Cala López                 | Casanare        | Partido Liberal Colombiano        | 11.469 |
| Gimbernat Chavez Tibaduiza       | Casanare        | Partido Liberal Colombiano        | 10.250 |
| Jesús Edgar Papamija Diago       | Cauca           | Partido Liberal Colombiano        | 26.308 |
| Cesar Tulio Vergara Mendoza      | Cauca           | Partido Liberal Colombiano        | 19.511 |
| Juan José Chaux Mosquera         | Cauca           | Partido Liberal Colombiano        | 15.095 |
| José Darío Salazar Cruz          | Cauca           | Partido Social Conservador        | 13.465 |
| Felipe de Jesús Namen Rapalino   | Cesar           | Partido Liberal Colombiano        | 16.024 |
| Luis Fernando Rincón López       | Cesar           | Alianza Democrática M-19          | 15.061 |
| Alfonso Enrique Matos Barrero    | Cesar           | Movimiento Renovación Democrática | 14.320 |
| Alfredo Cuello Davila            | Cesar           | Partido Social Conservador        | 14.214 |
| Edgar Eulises Torres Murillo     | Chocó           | Partido Liberal Colombiano        | 8.229  |
| Iván Silvano Lozano Osorio       | Chocó           | Partido Liberal Colombiano        | 8.104  |
| Francisco José Jattin Safar      | Córdoba         | Partido Liberal Colombiano        | 44.733 |
| Jaime Lara Arjona                | Córdoba         | Partido Liberal Colombiano        | 28.578 |
| Julio Alberto Manzur Abdala      | Córdoba         | Partido Social Conservador        | 26.110 |
| Fredy Ignacio Sánchez Arteaga    | Córdoba         | Partido Liberal Colombiano        | 21.134 |
| Alfonso de La Espriella          | Córdoba         | Partido Liberal Colombiano        | 21.134 |
| Camilo Armando Sánchez Ortega    | Cundinamarca    | Partido Liberal Colombiano        | 26.896 |
| Hector Anzola Toro               | Cundinamarca    | Partido Liberal Colombiano        | 17.814 |
| Fernando Gongora Arciniegas      | Cundinamarca    | Movimiento Nacional Conservador   | 16.017 |
| Felix Eduardo Guerrero Orejuela  | Cundinamarca    | Partido Social Conservador        | 14.443 |
| Felix Samuel Ortegon Amaya       | Cundinamarca    | Partido Liberal Colombiano        | 13.545 |
| Gustavo Francisco Petro Urrego   | Cundinamarca    | Alianza Democrática M-19          | 12.940 |
| Martha Catalina Daniels Guzmán   | Cundinamarca    | Partido Liberal Colombiano        | 12.024 |